# En kunglig affär
En kunglig affär är en svensk dramaserie i fyra avsnitt som hade premiär i SVT i december 2021 i regi av Lisa James Larsson. Serien är baserad på den uppmärksammade rättsaffären Haijbyaffären, i vilken kung Gustaf V påståtts ha ingått en homosexuell relation med Kurt Haijby. Manusförfattare till serien är Bengt Braskered.

## Rollista (i urval)

### Huvudroller
| Sverrir Gudnason  | – Kurt Haijby                    |
| Staffan Göthe     | – kung Gustaf V                  |
| Sanna Krepper     | – Anna Haijby                    |
| Reine Brynolfsson | – överståthållare Torsten Nothin |

### Övriga roller
| Ann-Sofie Rase | – Alice Nothin               |
| Sven Ahlström  | – Ernst Wigforss             |
| Emil Almén     | – Tage Erlander              |
| Gustav Levin   | – Per Albin Hansson          |
| Tova Magnusson | – åklagare Gunnel Rytterberg |
| Adam Pålsson   | – advokat Henning Sjöström   |
| Peter Schildt  | – Prins Eugen                |